# 四郷村 (岐阜県)
四郷村（よごうむら）は、かつて岐阜県安八郡に存在した村である。
現在の安八郡輪之内町四郷に該当し、中江川、大榑川に挟まれた地域である。
村名は、四つの村が合併したことに由来する。

## 歴史
- 1875年（明治8年） - 上大榑村、上大榑新田、五反郷村、五反郷新田が合併し発足。
- 1889年（明治22年）7月1日 - 町村制により四郷村が発足。
- 1897年（明治30年）4月1日 - 御寿村と合併し、改めて御寿村が発足。同日四郷村廃止。
- 1902年（明治35年）8月27日 - 御寿村が町制施行。同時に大薮町に改称する。

## 神社・仏閣
- 多度神社
- 神明神社